# Siège d'Alcácer do Sal
Cinquième Croisade et Reconquista
Le siège d'Alcácer do Sal dure du 30 juillet au 18 octobre 1217. La ville fortifiée d'Alcácer do Sal est un avant-poste frontalier du Califat almohade face au Royaume de Portugal. Elle est assiégée par les forces du Portugal, de l'Ordre militaire et de la Cinquième croisade. Ces derniers sont dirigés par le comte Guillaume Ier de Hollande. L'expédition est une initiative de l'évêque Soeiro Viegas, dont le diocèse est menacé par des raids réguliers en provenance d'Alcácer. Le roi Alphonse II de Portugal n'y participe pas en personne, mais la ville est annexée par son royaume après sa capitulation. Les croisés qui prennent part au siège sont originaires de Rhénanie et de Hollande. Leur participation est faite sans l'autorisation papale et ils poursuivent ensuite leur expédition vers la Terre Sainte.

## Contexte
Le roi Alphonse Ier de Portugal lance sans succès des attaques contre Alcácer en 1147, 1151 et 1157 . En 1158, il assiège de nouveau et réussi à capturer la ville . Lors d'une campagne contre le Portugal (1190–1191), les Almohades assiègent à leur tour et reprennent la ville en 1191 ,.
Selon Ibn al-Abbār, après sa reprise, la ville est rebaptisée Qaṣr al-Fatḥ («château de la victoire»). Elle est peut-être également déclarée ribāṭ (poste frontière avec des privilèges spéciaux). C'est peut-être pour cela que le clergé portugais, dans sa lettre au pape, a attribué à la ville une importance religieuse . Le gouverneur d'Alcácer en 1217 est Abdallāh ibn Muhammad ibn Sidray ibn Abd al-Wahhāb Wazīr al-Qaysī, depuis sa succession à son père en 1212 . Il lance régulièrement des raids terrestres et maritimes contre le Portugal. Selon le Carmen, cela lui permet ainsi de fournir un tribut annuel de 100 captifs chrétiens au calife almohade au Maroc .

## Préparatifs
Au Quatrième Concile du Latran en 1215, l'évêque Soeiro Viegas demande au pape Innocent III la permission d'employer des croisés dans une offensive portugaise planifiée contre les Almohades, mais le pape refuse à cause des vœux formulés par les croisés . Malgré cette interdiction papale, il est prouvé que les croisés du Nord s'attendent à participer à la guerre au Portugal, comme pour les précédents siège de Lisbonne pendant la Deuxième croisade (1147) et Siège de Silves pendant la Troisième croisade (1189). Soeiro prêche la croisade dans son diocèse en préparation de la campagne attendue .
Le 29 mai 1217, une flotte de près de 300 navires part de Vlaardingen. Elle contient une armée de croisés recrutés principalement dans la Rhénanie et la Frise . Les chefs de l'expédition sont le comte Georges de Wied et le comte Guillaume Ier de Hollande, bien qu'il y a une certaine confusion quant à leur statut exact . Selon le De itinere, Georges est le commandant en chef d'origine et Guillaume en charge de l'arrière-garde de la flotte ,. Selon la Gesta, Guillaume est désigné seul chef à Dartmouth lorsque les croisés «décident sous son commandement de lois et de nouvelles règles concernant le respect de la paix» .
À la suite d'un incident au large de la Bretagne, il y a un changement de direction . Un navire de Monheim échoue sur des rochers et le reste de la flotte est abritée à Pointe Saint-Mathieu. Guillaume est placé au commandement avec Georges comme lieutenant . Cela suggère que Georges est blâmé pour ce naufrage . La flotte arrive à Lisbonne le 10 juillet, où elle est accueillie par les évêques de Lisbonne et d'Évora, ainsi que par les dirigeants locaux des Templiers, Hospitaliers et de l'Ordre de Santiago .
L'évêque de Lisbonne tente de persuader les croisés de l'aider à attaquer Alcácer do Sal mais les Frisons refusent. Avec environ un tiers de la flotte, ils se ravitaillent et poursuivent leur route. Les deux tiers restants de la flotte dirigée par les comtes accepte de participer à l'attaque. Une armée portugaise de 20 000 hommes est rapidement levée. L'armée marche par voie terrestre pour rejoindre la flotte, qui quitte Lisbonne fin juillet et remonte le fleuve Sado . L'évêque de Lisbonne est avec l'armée, tout comme Pedro, abbé d'Alcobaça .
Le roi Alphonse II joue peut-être un rôle dans les préparatifs, mais il ne participe pas à l'attaque d'Alcácer ,.

## Siège
Les Almohades se préparent au siège à venir en détruisant tous les arbres à proximité immédiate afin qu'ils ne puissent pas être utilisés comme combustible pour le feu ou comme matériau de construction pour les engins de siège . Le siège commence le 30 juillet. Les assiégeants attaquent avec des tours, catapultes et tunnels de guerre . Les croisés utilisent huit de leurs navires pour fabriquer des engins de siège . Le Carmen décrit comment les assaillants tentent de combler les douves avec des figuiers et des oliviers, mais les défenseurs y mettent le feu .
Selon le Rawḍ al-Qirṭās, le calife almohade Yusuf al-Mustansir ordonne aux gouverneurs de Cordoue, Jaén, Séville et d'autres lieux du Gharb al-Ândalus de lever une armée de secours . La lettre du clergé à Honorius confirme également la présence d'une armée de Badajoz ,,. Le 8 septembre, les renforts arrivent dans les environs d'Alcácer. L'auteur de la Gesta estime la taille de la force de secours à 100 000 hommes. En réponse, les assiégeants creusent un fossé défensif autour de leur position. Ils sont renforcés par l'arrivée de 32 navires supplémentaires, mais sont toujours en infériorité numérique et à court de chevaux .
À l'arrivée de l'armée de secours musulmane, des renforts chrétiens, levés par plusieurs barons portugais et léonais, sont en marche. Ils comprennent des contingents d'Hospitaliers, de Templiers et de l'Ordre de Santiago. Les Templiers sont dirigés par Pedro Álvarez de Alvito, maître de l'ordre en Espagne; les chevaliers de Santiago par Martim Barregão, commandant de l'ordre de Palmela ; et les Hospitaliers par le prieur du Portugal . L'arrivée de cette armée est ensuite revendiquée comme un miracle par le clergé dans sa lettre au pape . En outre, Césaire de Heisterbach rapporte qu'un témoin oculaire lui raconte comment «les galères des Sarrasins venants de la mer combattre les chrétiens sont mises en fuite par la terreur d'une vision céleste d'un hôte vêtu de blanc, portant des croix rouges sur la poitrine» .
Le 11 septembre, les deux armées s'affrontent à l'extérieur de Santa Catarina de Sítimos sur les rives du Sítimos. Les chrétiens sont victorieux . Le  Rawḍ al-Miṭār rapporte que l'armée almohade prend peur en apercevant une force de 70 chevaliers. Le Rawḍ al-Qirṭās attribue cela au souvenir de la bataille de Las Navas de Tolosa en 1212. Beaucoup font demi-tour pour s'enfuir, tandis que les chrétiens les poursuivent «jusqu'à tous les tuer». Cela peut-être exagéré, puisque le Rawḍ al-Miṭār mentionne des prisonniers .
La défaite de leur armée sur le terrain convainc les défenseurs de la forteresse que la victoire leur est impossible . Le 18 octobre, la ville se rend  et le pape Honorius attribue la victoire à deux tours de siège . La plupart des défenseurs sont faits prisonniers  et le gouverneur, Abdallāh ibn Wazīr, accepte le baptême . La ville est remise à l'Ordre de Santiago .

## Conséquences
Après la victoire, les évêques de Lisbonne et d'Évora ainsi que les chefs des trois ordres présents écrivent à Honorius III avec trois demandes: 
- que le pape ordonne aux croisés de rester au Portugal pendant un an pour des opérations de sécurisation.
- que l'indulgence de la croisade soit étendue à ceux qui ont participé et à ceux qui participeront aux opérations portugaises à l'avenir.
- que le produit ibérique de l'impôt d'un vingtième (vicesima) prélevé sur les revenus ecclésiastiques par Innocent III dans la bulle papale Ad liberandum (1215) pour la Terre Sainte soit réservée aux opérations en Ibérie. 
Ces demandes sont fondées sur la réserve contenue dans la bulle Quia maior (1213) selon laquelle «si par hasard cela était nécessaire, nous le pape prendrions soin d'accorder notre attention à toute situation grave qui se présenterait» . 
Le clergé rapporte également à Honorius trois miracles qui justifient l'opération : l'arrivée opportune des renforts, l'apparition dans le ciel d'une croix et d'une armée céleste . Ces trois miracles sont également mentionnés dans la Carmen et dans la Chronica regia Coloniensis.
Au même moment, Guillaume de Hollande écrit au pape pour lui demander s'il doit continuer à mener son armée en Terre Sainte ou rester combattre au Portugal . 
Honorius n'est convaincu par aucune de ces requêtes. Il n'étend pas l'indulgence à la campagne portugaise et ordonne aux croisés de continuer vers la Terre Sainte . Une exception est faite pour tous les croisés appauvris et pour ceux qui ont été sur les huit navires utilisés pour fabriquer des engins de siège. Ces deux groupes sont absous de leurs vœux . Honorius reconnaît le triomphe d'Alcácer do Sal lorsque, le 11 janvier 1218, il réédite la bulle Manifestis probatum confirmant l'indépendance du Portugal, où il attribue la victoire à Alphonse II .
En janvier 1218, Alphonse II place officiellement Alcácer sous le commandement de Martim Barregão, dont le gendre, Gonçalo Mendes II de Sousa, est le majordome d'Alphonse. La ville est placée sous la juridiction ecclésiastique du diocèse d'Évora . Elle n'est plus jamais capturée par les musulmans, mais son importance diminue par rapport à Setúbal .